# وانغ يي (لاعبة كرة طائرة)
وانغ يي (25 مايو 1973 - ) (بالصينية: 王怡) هي لاعبة كرة طائرة الصين. شاركت في الألعاب الأولمبية الصيفية 1996.

## وصلات خارجية
- وانغ يي على موقع أوليمبيديا (الإنجليزية)
- وانغ يي على موقع اللجنة الأولمبية الصينية (الإنجليزية)